# Obertrum am See
Obertrum am See – gmina targowa w Austrii, w kraju związkowym Salzburg, w powiecie Salzburg-Umgebung. Według Austriackiego Urzędu Statystycznego liczyła 4640 mieszkańców (1 stycznia 2015).